# Karolin (rejon wilejski)
Karolin – dawny majątek. Tereny, na których leżał, znajdują się obecnie na Białorusi, w obwodzie mińskim, w rejonie wilejskim, w sielsowiecie Dołhinów.

## Historia
W czasach zaborów folwark prywatny w powiecie wilejskim, w guberni wileńskiej Imperium Rosyjskiego. W 1866 roku była tu drewniana kaplica rzymskokatolicka, gorzelnia oraz młyn wodny. W 1 domu zamieszkiwało 14 osób. Dziedzictwo Kamińskich.
W latach 1921–1945 folwark a następnie majątek leżał w Polsce, w województwie wileńskim, w powiecie wilejskim, w gminie Dołhinów.
Według Powszechnego Spisu Ludności z 1921 roku zamieszkiwało tu 117 osób, 89 było wyznania rzymskokatolickiego a 29 prawosławnego. Jednocześnie wszyscy mieszkańcy zadeklarowali polską przynależność narodową. Było tu 5 budynków mieszkalnych. W 1931 w 4 domach zamieszkiwały 74 osoby.
Wierni należeli do parafii rzymskokatolickiej w Spasie i prawosławnej w Dołhinowie. Miejscowość podlegała pod Sąd Grodzki w Dołhinowie i Okręgowy w Wilnie; właściwy urząd pocztowy mieścił się w Dołhinowie.
W okresie międzywojennym umiejscowiona była tu strażnica KOP „Karolin”. W 1932 roku obsada strażnicy zakwaterowana była w budynku prywatnym.